# Parastrangalis subapicalis
Parastrangalis subapicalis är en skalbaggsart som först beskrevs av J. Linsley Gressitt 1935.  Parastrangalis subapicalis ingår i släktet Parastrangalis och familjen långhorningar.
Artens utbredningsområde är Taiwan. Inga underarter finns listade i Catalogue of Life.